# Sitona cylindricollis
Sitona cylindricollis es una especie de escarabajo del género Sitona, familia Curculionidae. Fue descrita científicamente por Fåhraeus en 1840.
Nativo del Paleártico, Europa y Asia. Habita en Polonia, Reino Unido, Suecia, Noruega, Alemania, Países Bajos, Francia, Austria, Finlandia, Omán, Italia, Dinamarca, Samoa, Rusia, China, Estonia, Bulgaria, Luxemburgo, Serbia, Ucrania, Afganistán, Suiza, Checa, Hungría, Japón, Rumania, Eslovenia y Uzbekistán. Ha sido introducido en Norteamérica, donde se encuentra en Estados Unidos y Canadá.
Especie cubierta con escamas oscuras y grisáceas, con una longitud de 3,6-5 milímetros. Se alimenta de trébol, Melilotus, y otras plantas de la familia Fabaceae y es considerado una plaga.